# کارگاه آموزشی

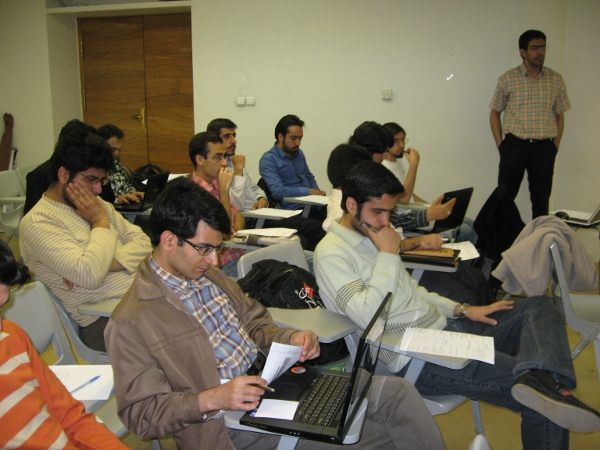
تصویری از یک کارسوق لینوکس در اصفهان

کارگاه آموزشی (یا در استفاده کمتر: کارسوق) و به معنی یک دورهٔ آموزشی کوتاه‌مدت دربارهٔ موضوعی خاص است.
بر اساس تعریف لغت نامهٔ مریم وبستر کلمهٔ ورکشاپ به معنای یک برنامهٔ آموزشی معمولاً فشرده‌است که با حضور گروه کوچکی از افراد تشکیل می‌شود و متمرکز بر آموزش تکنیک‌ها، اصول و مهارت‌های در یک زمینهٔ تخصصی است.

## کارگاه‌های آموزشی دانش‌آموزی در ایران
در ایران برگزاری کارگاه آموزشی در سطح دانشگاهی سابقهٔ طولانی‌تری از برگزاری کارسوق برای دانش‌آموزان دارد. کارگاه‌های آموزشی دانش‌آموزی فرصتی هستند تا دانش‌آموزان در محیطی جذاب، فارغ از محدودیت‌های نظام کلاسیک آموزشی، با علوم گوناگون آشنا شوند. برای همین، برنامه‌های کارسوق‌ها معمولاً شامل جلسه‌های گفتگو، آزمایش، بحث، کارگاه‌های عملی، مسابقه، و سایر روش‌های متنوع برای آموزش هستند.
برگزارکنندگان کارگاه‌های آموزشی دانش‌آموزی معمولاً دانشجویان فعال دانشگاه هستند که به آموزش علوم علاقه دارند. موضوعات کارگاه‌های آموزشی می‌تواند بسیار متنوع باشد؛ از ریاضیات و فیزیک و شیمی گرفته تا جامعه‌شناسی، روان‌شناسی، ستاره‌شناسی، عصب‌شناسی و اقتصاد.
کارسوق‌های دانش‌آموزی معمولاً بین دو تا پنج روز طول می‌کشند. معمولاً یک تیم برگزارکننده که همه‌گونه تدارک لازم برای اجرای کارگاه‌های آموزشی را دیده‌است، به مدرسهٔ محل برگزاری (که گاهی اوقات در شهرستان واقع است) می‌رود. گاهی نیز کارسوق در سطح وسیع‌تری برگزار می‌شود و دانش‌آموزان مدارس مختلفِ یک منطقه (و گاهی دانش‌آموزان از سراسر کشور) در کارسوق شرکت می‌کنند. گاهی برای گزینش دانش‌آموزان برای شرکت در کارسوق، آزمون ورودی برگزار می‌شود.
کارسوق فرصتی برای مدارس شهرهای مختلف است تا برای مدت کوتاهی از امکانات آموزشی متنوع و کیفیت آموزشی بالا بهره ببرند. در کارسوق معمولاً مطالب علمی جالبی که در برنامهٔ رسمی آموزشی مدارس گنجانده نشده‌است، به دانش‌آموزان عرضه می‌شود. کارگاه‌های آموزشی معمولاً انگیزه‌ای برای دانش‌آموزان جهت شرکت در فعالیت‌هایی فراتر از برنامهٔ درسی هستند؛ فعالیت‌هایی مانند انجام طرح‌های دانش‌آموزی، شرکت در المپیادهای علمی، شرکت در جشنواره‌هایی چون جشنوارهٔ خوارزمی و گردهم‌آیی دانش‌آموزی انجمن فیزیک ایران.

### نمونه‌هایی از کارگاه‌های آموزشی دانش‌آموزی در ایران
نخستین کارسوق‌های دانش‌آموزی در ایران توسط سازمان ملی پرورش استعدادهای درخشان (سمپاد) در سال ۱۳۷۱ برگزار شدند. نخستین کارسوق، از تاریخ ۱۲ الی ۱۴ اردیبهشت ۱۳۷۱ در مرکز راهنمایی علامه حلی ۱ تهران برگزار شد. در سال‌های اخیر نیز این سازمان کارسوق‌های ملی گوناگونی را با حضور دانش‌آموزان برگزیدهٔ مدارس سمپاد سراسر کشور برگزار کرده‌است، از جمله کارسوق ملی نجوم و کارسوق ملی عصب‌شناسی.
گروه کارسوق ریاضی نیز متشکل از تعدادی از دانشجویان دانشکده علوم ریاضی دانشگاه صنعتی شریف است که با حمایت برخی از استادان این دانشکده تأسیس شده‌است و هر ساله برنامه‌های پنج‌روزهٔ آشنایی با ریاضیات را برای دانش‌آموزان دبیرستانی مدارس تهران برگزار می‌کند. این گروه برنامه‌هایی را نیز در مدارس سمپاد شاهرود و رشت و بندرانزلی برگزار کرده‌است.
گروه‌های غیررسمی و ثبت‌نشدهٔ بسیاری نیز از دانشجویان وجود دارند که در شهرهای مختلف کارسوق برگزار می‌کنند. گاهی اوقات دانشجویان شهرستانی که در دانشگاه‌های تهران درس می‌خوانند، در مدرسهٔ سابق خود در شهرستان کارسوق برگزار می‌کنند. به عنوان مثال دانش‌آموختگان سمپاد یزد در سال‌های گذشته کارسوق‌هایی در زمینه‌های لینوکس، علوم رایانه، ستاره‌شناسی و رباتیک را به صورت منظم برگزار کرده‌اند.

## انواع کارسوق
کارسوق‌هایی که در مدارس برگزار می‌شوند شامل آزمایش، مسابقات و جلسات گفتگو می‌باشد که در هر کارگاه‌ آموزشی به روشی متفاوت برگزار می‌شود که قوانین مخصوص به خود را داشته و دانش آموزان به فعالیت‌های گروهی و فردی ترغیب می‌شوند. 

### کارسوق آزمایشگاه
در کارسوق‌های آزمایشگاهی بیشتر موارد عملی و فنی انجام می‌شود و سعی می‌شود شرکت کنندگان تعامل داشته باشند.

### کارسوق  مسابقات
در کارسوق‌های مسابقاتی هدف از تشکیل ایجاد رقابت بین افراد می‌باشد.

### کارسوق جلسات
در این مدل نیز بیشر برای هماهنگی‌ها و ارائه برای برنامه آینده تشکیل می‌شود.